# Rebelde (telenovela brasiliana)
Rebelde è una telenovela brasiliana che si è svolta dal 21 marzo 2011 al 12 ottobre 2012. È un remake dalla telenovela messicana omonima, che a sua volta si ispira alla telenovela argentina Rebelde Way.
Dalla serie è nato il gruppo Rebeldes.
In Italia va in onda dal 15 febbraio 2016 su La5. Dal 30 marzo 2016 vengono trasmessi due episodi. Mediaset Italia ha acquistato e doppiato soltanto 80 episodi della serie.

## Trama
Rebelde racconta la storia di sei giovani che studiano nel Collegio Elite Way. Alice (Sophia Abrahão), Pedro (Micael Borges), Roberta (Lua Blanco), Diego (Arthur Aguiar), Carla (Mel Fronckowiak) e Tomás (Chay Suede) sono molto diversi, ma al di là di tutte le barriere per inseguire il loro sogno che è avere una band. Oltre a loro, la telenovela ha diverse storie parallele, come quella di altri studenti del Elite Way e gli abitanti di Vila Lene.
In seguito, le vicende narrate  seguono in particolar modo la vita quotidiana di sei adolescenti, i quali affrontano determinati tipi di problemi della loro età, come la scoperta del primo amore, i conflitti di auto-immagine, lo sviluppo di disturbi alimentari, il rapporto conflittuale con i genitori e l'alcolismo.

## Cast
| Attore/Attrice      | Personaggio                    |
| ------------------- | ------------------------------ |
| Sophia Abrahão      | Alice Albuquerque              |
| Micael Borges       | Pedro Costa                    |
| Lua Blanco          | Roberta Messi                  |
| Arthur Aguiar       | Diego Maldonado                |
| Melanie Fronckowiak | Carla Ferrer                   |
| Chay Suede          | Tomás Campos Sales Penedo      |
| Rayana Carvalho     | Pilar Araripe                  |
| Pedro Cassiano      | Fábio "Binho" Soares de Castro |
| Thiago Amaral       | Miguel Zimer                   |
| Ully Lages          | Lucy Zimer                     |
| Michel Gomes        | João Alves                     |
| Pérola Faria        | Vitória Paz                    |
| Bernardo Falcone    | Téo Marques                    |
| Carla Diaz          | Márcia Luz Maldonado           |
| Jhulie Campello     | Maria Gomes                    |
| Juliana Rolim       | Juliana "Juju"                 |
| Diego Montez        | Murilo                         |
| Rodrigo Dorado      | Bernardo "Bê"                  |
| Lisandra Parede     | Débora Torres                  |
| Rafaela Ferreira    | Penélope                       |
| Antonio Jorge       | Vinícius                       |
| Mariana Cysne       | Maria Eduarda "Duda"           |
| Marcos Ferian       | Guto                           |
| Ana Padilha         | Soraia "Sossô" Melnich         |
| Lucas Cotrim        | Raul Costa                     |
| Juliana Xavier      | Beatriz "Bia" Alves            |
| Karize Brum         | Aline                          |
| Clara Tiezzi        | Mariana                        |
| Cássio Ramos        | Lucas                          |
| Floriano Peixoto    | Jonas Araripe                  |
| Adriana Londoño     | Leila Campos Sales Penedo      |
| Sylvio Meanda       | Pingo                          |
| Karen Marinho       | Cilene Zanetti                 |
| Marina Riguera      | Tatiana Campos Sales Torres    |
| Paulo Leal          | Tadeu                          |
| Daniel Erthal       | Artur Paz                      |
| Eduardo Pires       | Vicente Campos                 |
| Augusto Garcia      | Marcelo                        |
| Verônica Debom      | Cristina "Cris" Carvalho       |
| Eliana Guttman      | Ofélia Campos Sales            |
| Cássia Linhares     | Silvia Campos Sales Maldonado  |
| Luciano Szafir      | Franco Albuquerque             |
| Juan Alba           | Leonardo Maldonado             |
| Adriana Garambone   | Eva Messi                      |
| Cláudia Lira        | Elizabeth "Beth" Costa         |
| Lana Rhodes         | Bernarda "Becky" Pires         |
| João Victor Granja  | Arturzinho                     |
| Ana Clara Pintor    | Nina                           |
| Diego Kropotof      | Caíque                         |
| Letícia Pedro       | Rosa Maria                     |
| José Victor Pires   | Serginho                       |
| Fernanda Ribeiro    | Milena                         |
| Larissa Henrique    | Luana                          |

Guest Star
| Attore/Attrice   | Personaggio   |
| ---------------- | ------------- |
| Valéria Alencar  | Fátima Ferrer |
| João Vitti       | Bob Nelson    |
| Fernando Scherer | Se stesso     |
| Magic Paula      | Se stessa     |
| Oscar Schmidt    | Se stesso     |
| Robson Caetano   | Se stesso     |
| Dulce María      | Se stessa     |
| Rodrigo Faro     | Se stesso     |
| Marcos Mion      | Se stesso     |

## Episodi
| Stagione         | Puntate | Prima TV originale | Prima TV Italia   |
| ---------------- | ------- | ------------------ | ----------------- |
| Prima stagione   | 256     | 2011-2012          | 2016 (80 episodi) |
| Seconda stagione | 154     | 2012               | Inedita           |

## Distribuzioni internazionali
| Paese          | Canale di emissione                |
| -------------- | ---------------------------------- |
| Brasile        | Rede Record                        |
| Mozambico      | TV Miramar/Zap Novelas/TLN Network |
| Capo Verde     | Record Cabo Verde                  |
| Angola         | Zap Novelas/TLN Network            |
| Giappone       | Record Japão                       |
| Unione europea | Record Europa                      |
| Italia         | La5                                |
| Messico        | Televisa                           |
| Stati Uniti    | Univision                          |